# U Cantonu
La statue-menhir d'U Cantonu est une statue-menhir appartenant au groupe corse découverte à Pila-Canale dans le département de la Corse-du-Sud en France.

## Description
La statue-menhir a été découverte en 1962 par Roger Grosjean brisée en deux parties. Elle faisait partie d'un petit alignement situé au col de Sant'Albertu proche de la source du ruisseau du même nom. Elle mesure 2,40 m de hauteur pour 0,45 m de largeur et 0,26 m d'épaisseur. Elle est très érodée et ses sculptures sont pratiquement toutes effacées hormis la bouche et les yeux. Côté face, elle pourrait être ornée d'un poignard disposé en biais. Au dos, la colonne vertébrale est représentée à 0,48 m sous les omoplates. Elle a été restaurée et redressée à l'entrée du village de Pila-Canale avec un menhir de 1,48 m de hauteur lui aussi très érodé.